# Museo del Oro de Nueva Taipéi
}}
El Museo del Oro de Nueva Taipéi, anteriormente conocido como el Parque Ecológico del Oro, es un museo dedicado a la industria de la minería del oro en el Distrito de Ruifang, Nueva Taipéi, Taiwán. El Museo del Oro es un museo al aire libre que consta de varios edificios y sitios.

## Historia
El museo fue abierto el 4 de noviembre de 2004 por el Gobierno del Condado de Taipéi como el Parque Ecológico del Oro. Después de la formación de la Ciudad de Nueva Taipéi, el parque fue rebautizado como el Museo de Oro, aun así en diciembre de 2015, algunas señales todavía mostraban el antiguo nombre, incluyendo la puerta de entrada.

## Arquitectura
Los edificios de museo llegaron a servir como oficinas, dormitorios, procesando plantas de procesamiento y otras instalaciones de Taiwan Metal Mining Corp. El Museo del Oro incluye lo siguiente: Edificio del oro, Experimenta el quinto túnel de Benshan, Chalet Crown Prince, Sala especial de Exhibiciones Jin Shui, Refinería de Oro y Cuatro Residencias de Estilo Japonés Conjuntas.

## Exposiciones
El Edificio de Oro exhibe en su primer piso sobre el descubrimiento del oro en el área, con exhibiciones que abarcan los en túneles de Benshan, equipos mineros antiguos, sistemas de transporte minero y una breve introducción al campamento de prisioneros de guerra japonés Kinkaseki de la Segunda Guerra Mundial. El segundo piso presenta las propiedades del oro, con obras de arte hechas de oro y un ladrillo que cuenta con un récord mundial de 220.30 kg 999.9 de oro puro que los visitantes pueden ver y tocar.
El Chalet Crown Prince es una residencia construida en 1922 para la visita propuesta del príncipe heredero Hirohito al área (una visita que nunca se realizó). Décadas más tarde fue utilizado por Chiang Kai-shek cuando se alojó en el área.

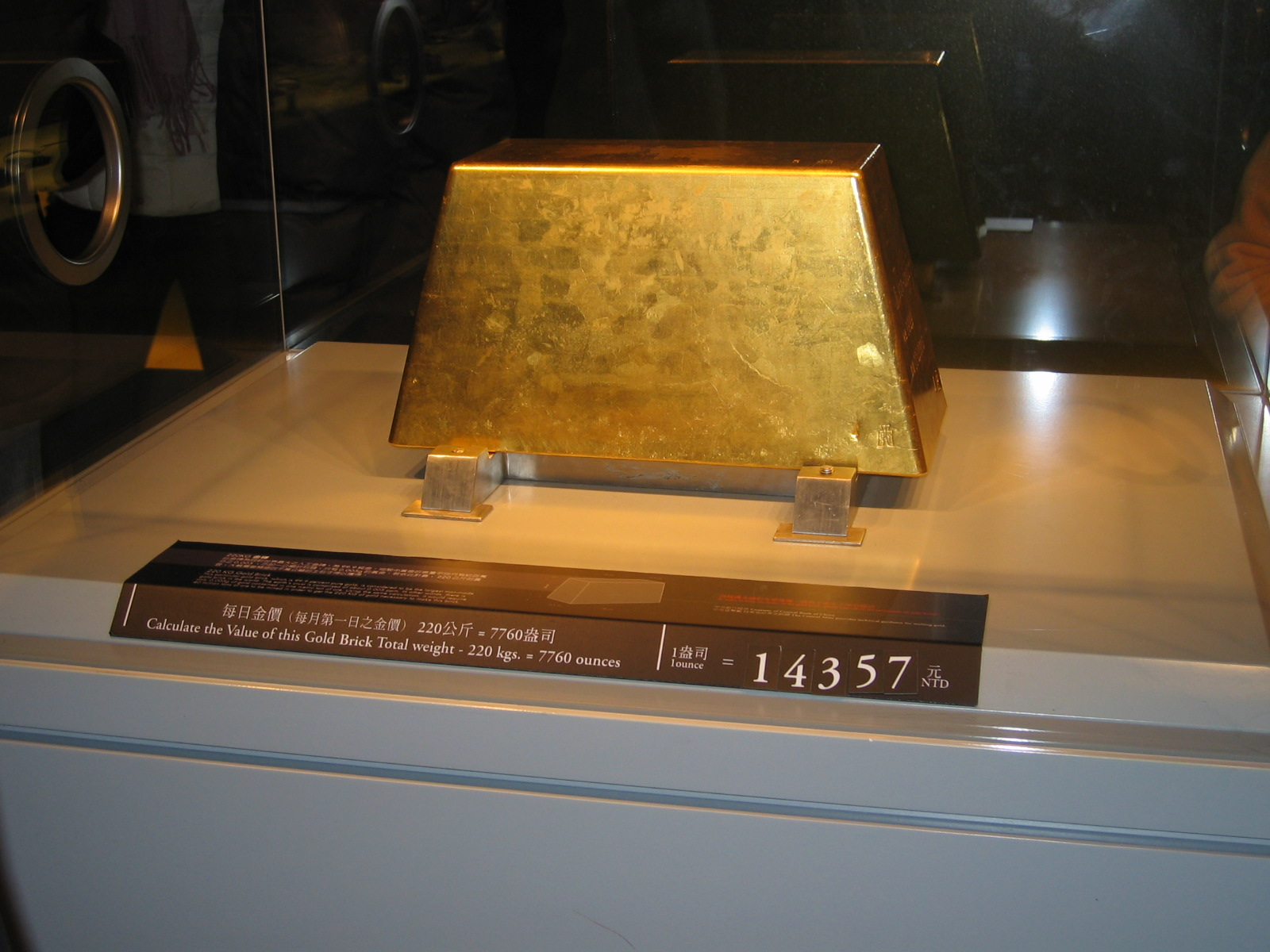
220.30 kg 999.9 de oro puro que.
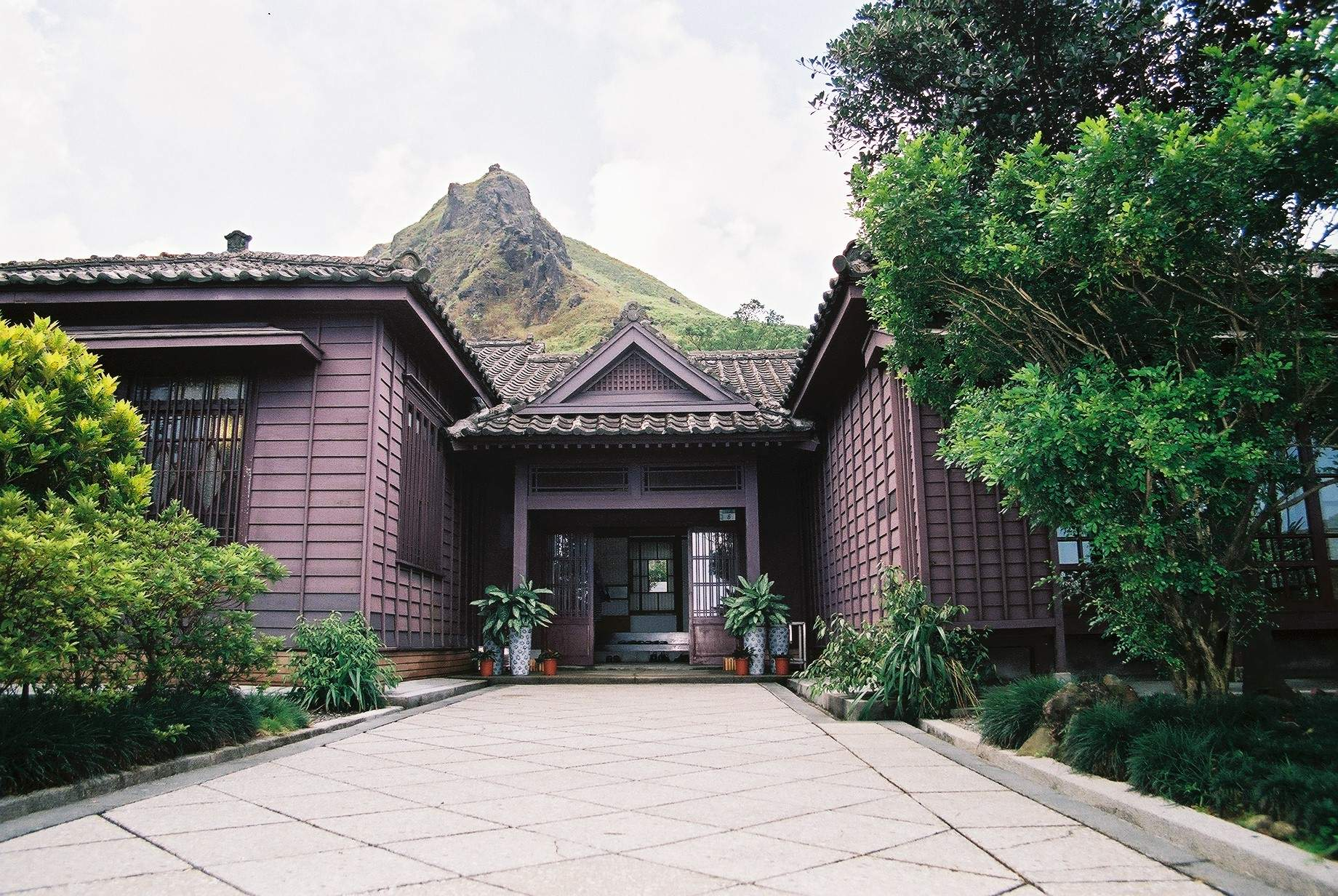
El Chalet Crown Prince.